# Адріан Лулгюрай
Адріа́н Лулгюра́й (алб. Adrian Lulgjuraj) — албанський співак, який разом з Бледаром Сейко представляв Албанію на пісенному конкурсі Євробачення 2013 у Мальме з піснею «Identitet».Дует посів 15-те місце у другому півфіналі та не пройшов у фінал.